# Fjodor III. Alexejevič
Fjodor III. Alexejevič (rusky Фёдор III Алексеевич, 30. května/9. června 1661 — 27. dubna/7. května 1682) byl ruský car z dynastie Romanovců (1676—1682), syn cara Alexeje I. Michajloviče a carevny Marie Iljiničny, rozené Miloslavské, starší polorodý bratr budoucího cara Petra I. Velikého.

## Život
Fjodor Alexejevič byl velmi slabé konstituce a neduživý (jako všichni synové Alexeje Michajloviče od Marie Miloslavské). Byl pobledlý a nepříliš pohledný, hubené postavy. Jako dítě trpěl paralýzou, která deformovala jeho tělo. Později trpěl chudokrevností, častým krvácením z úst, zažívacími obtížemi, vypadala mu většina zubů. Předpokládá se, že příčinou byly kurděje. Podle některých názorů trpěl tuberkulózou mízních uzlin. Byl však nadán výrazným intelektem a obdařen ušlechtilou povahou obdržel vynikající vzdělání; jeho učitelem byl mnich Simeon Polockij, jeden z nejvzdělanějších lidí té doby, který mu kromě jiného vštípil náklonnost ke všemu polskému. Široce vzdělaný člověk, jeden ze zakladatelů Slovansko-řecko-latinské akademie; plynně hovořil polsky a latinsky; miloval hudbu a zpěv, zejména chrámový a sám byl dobrý zpěvák.

### Carem
Následníkem se stal po smrti svého o sedm let staršího bratra Alexeje, který zemřel, když bylo Fjodorovi devět let (v roce 1670), na carský trůn usedl v patnácti letech po smrti svého otce Alexeje I. Michajloviče 27. dubna/7. května 1676 (korunovace proběhla 18./28. června téhož roku) a panoval do svého předčasného skonu v roce 1682 v pouhých 20 letech.
Jeho krátká vláda byla ve znamení důležitých událostí a reforem. V roce 1678 bylo provedeno všeobecné sčítání lidu; v roce 1679 zavedeno uvalení přímých daní jednotlivým uživatelům půdy (které zvýšilo útlak poddaných). Ve vojenských záležitostech podnikl Fjodor několik kroků k modernizaci: v roce 1682 bylo zrušeno armádu paralyzující mestničestvo (systém obsazování vyšších státních funkcí a úřadů podle urozenosti kandidátů nebo funkcí držených jejich předky); tím byl položen konec nebezpečnému zvyku bojarů a dvořanů brát v potaz zásluhy předků při obsazování funkcí a míst. Pro uchování památky předků byly zavedeny rodoslovné knihy. Nového rozmachu doznaly pluky inozemnogo stroja (vojenské oddíly zformované z cizinců, kozáků aj.). Zrušeny byly některé nejdrastičtější mrzačící tresty, místo nichž bylo v masové míře zavedeno jako trest vyhnanství na Sibiři a nucené práce (katorga). Mimoto byly zvětšeny kompetence knížat a vojvodů při současném zmenšení počtů úřadů.
Fjodor chtěl urovnat vztahy s Polskem, a proto prodloužil v roce 1678 Andrušovské příměří a deklaroval přání uzavřít mír. Neubránil se však válce s Tureckem, když hejtman Doroszenko, vazalsky připoután k Osmanské říši, se pokusil podřídit si celou levobřežní Ukrajinu. Tato rusko-turecká válka proběhla v letech 1676–1681, Rusko v ní válčilo na ukrajinském území s Osmanskou říší spojenou s Krymským chanátem. Válka skončila uznáním práv Ruska na území levobřežní Ukrajiny a zákazem osídlování tzv. Divokých polí (starý polský název pro Záporoží) na jihu Ukrajiny.
Podle carova nařízení bylo otevřeno Zaikonospasskoje učilišče – akademie věd při Zaikonospasském klášteře, kde schopní učenci, přednášeli vše, co výslovně nezakazovala ortodoxní církev. Pokračovaly represe proti starověrcům, po nepokojích na sklonku carova života byl odsouzen k smrti a spolu s nejbližšími stoupenci upálen jejich vůdce protopop Avvakum. Zavřeli ho do srubu naplněného hořlavinami, který byl pak zapálen. Při popravě umírající Avvakum předpověděl brzkou carovu smrt. To se naplnilo o pouhé dva týdny později.

## Manželství

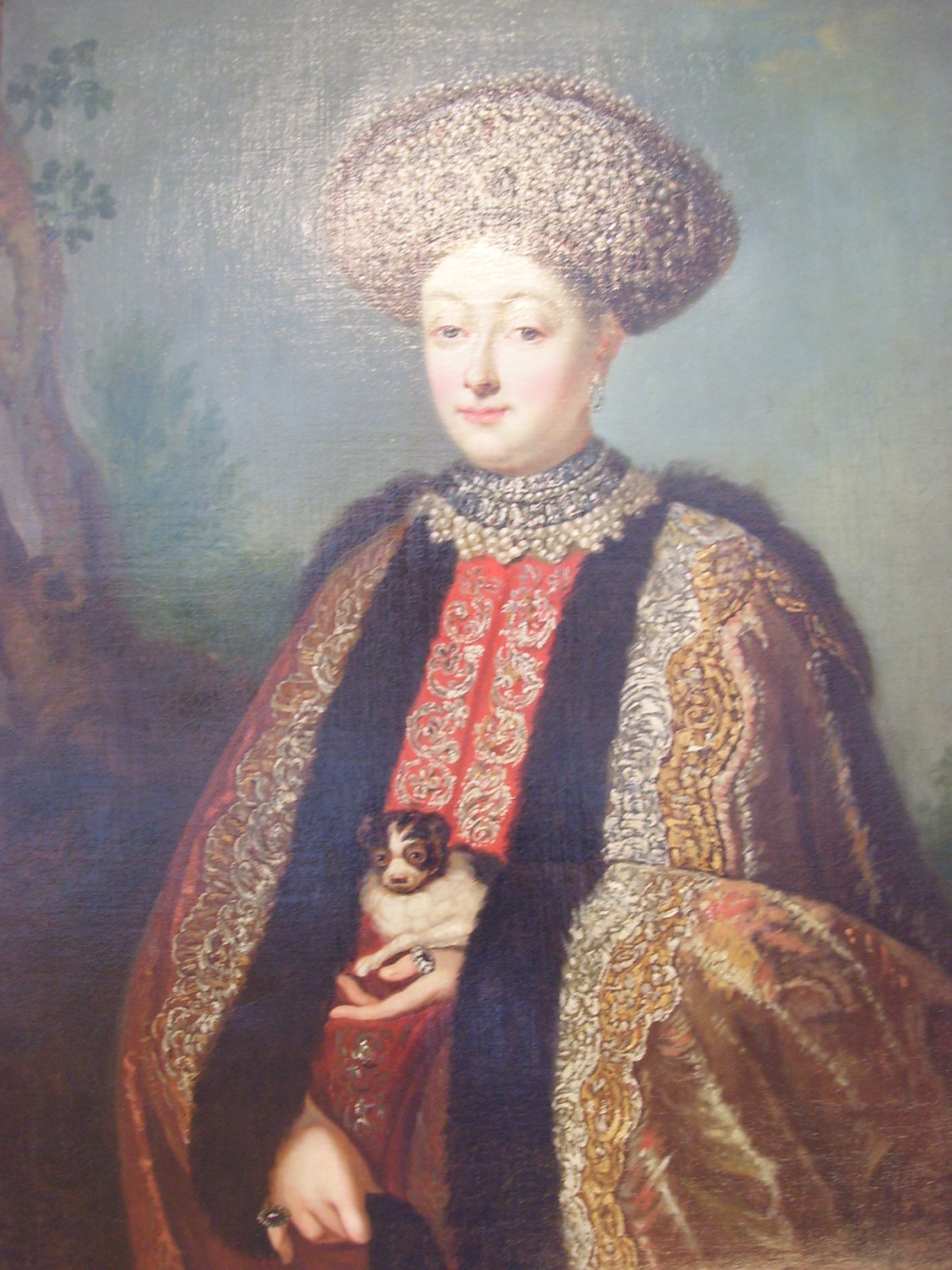
Marfa Matvejevna Apraksinová

28. června 1680 se Fjodor oženil s polskou dvořankou Agafjou Semjonovnou Grušeckou. Pod vlivem této první carovy ženy se výrazně změnil styl života carského dvora: na moskevském dvoře se začaly holit vousy a nosit „německé šaty“, tj. západoevropská móda. Za panování Fjodora byla jazykem carského dvora polština.
Carevna Agafja zemřela v létě roku 1681 při porodu jejich prvního dítěte – careviče Ilji; chlapeček záhy zemřel rovněž. Nedlouho po Agafjině smrti (v říjnu 1681) uzavřel car druhý sňatek s Marfou Matvejevnou Apraksinovou, sestrou budoucího stoupence Petra Velikého admirála Apraksina.

## Smrt a nástupci
Fjodor Alexejevič skonal bezdětný 27. dubna roku 1682 ve věku 20 let, aniž by zanechal rozhodnutí stran následnictví trůnu; zpráva o jeho smrti, spojená s domněnkou, že byl otráven, vyvolala v Moskvě povstání. Příčina smrti není přesně známa, patrně šlo o akutní selhání zažívání, podle ústního podání se den předtím car přejedl svých oblíbených ostružinových koláčů. Car byl dlouhodobě nemocný, trpěl chudokrevností, zažívacími obtížemi a tuberkulózou mízních uzlin, podle jiného názoru kurdějemi, kvůli nimž předčasně ztratil zuby. Pochován byl v Archangelském chrámu Moskevského kremlu.
Po Fjodorově smrti spravovala v letech 1682–1689 vládu v Rusku jako regentka jeho bratří Ivana a Petra jejich sestra Žofie Alexejevna.

## Hodnocení
Fjodor byl stejně jako jeho otec velmi zbožný člověk; byl také prvním carem, který se strojil po západním způsobu. Za jeho vlády se Rusko začalo přibližovat Evropě. Jeho následovníci pak v tomto procesu dále pokračovali. Přes svoje mládí a krátkou dobu, jež mu byla dopřána, zavedl v Rusku řadu změn a reforem.
Hlavní rozdíl mezi reformami cara Fjodora a pozdějšími reformami Petra Velikého spočíval v tom, že zatímco reformy prvního byly zaměřeny – třebaže ne výlučně – ku prospěchu církve, reformy Petrovy směřovaly k rozvoji státu.